# アールグルッペ
株式会社アールグルッペは日本の芸能事務所。日本声優事業社協議会会員。主に声優、俳優のマネージメントを行っている。

## 概要
ウイットプロモーションの体制変更のため、ウイットプロモーション所属の声優が多数移籍している。

## 所属タレント
2021年4月時点。

### 男性
| あ行 - 荒井雄大 - 秋山慎之助 - 飯島崇 - 伊地知克敏 - 伊藤佑真 - 今村博信 - 大岸拓也 - 小倉一朗 か行 - 片山雄太 - 鴨川てんし | さ行 - 財津博文 - 志田勤 - 須尭祐 - 鈴木絢也 - 添野友博 た行 - 高橋幸治 - 高宮武郎 | な行 - 成田文彦 は行 - 広山和比古 - 藤山雅敏 ま行 - 三浦圭介 - 峰田周二 - 三原智英 や〜わ行 - 山本高裕 - 吉野修平 - 吉野紘史 - 渡部一人 |

### 女性
| あ行 - 会沢菜美 - 青木結理 - あさむらまほり - 大島理恵子 - 岡野有記 - 大島莉代 - 太田ありさ か行 - 工藤結衣 - 黒川紫織 | さ行 - 島谷真弥 - 嶋田れいら - 清水悠宇 - 妹尾くみ た行 - 田村マミ - 辻純佳 - 栃本有紀 な行 - 中原日菜 | は行 - 藤澤友里 ま行 - 前田依磨 - 南方沙耶 - 港街陽子 や〜わ行 - 矢木美紀 - 山内麻美 - 矢元亜実 - 吉村加奈子 - 若宮春奈 |

### 営業委託
- 大川千帆
- キラーカン

## かつて所属していた主なタレント
| - 赤井寿太郎（現所属：アクセント預かり） - 押田浩幸（現所属：アーツビジョン） - 小柴大始 - 千野智史 - 前田賢一朗 - 宮本淳（現所属：ケンユウオフィス） | - いのうえかよ - 井上菜摘 - 衣鳩志野 - 小若和郁那（現所属：ステイラック） - 篠田有香（現所属：フォレストリンク） - 清水牧子 - 白川りさ（現所属：アプトプロ） - 大東あき - 滑川恭子（フリー） - 塙英子（現所属：アクセント） - 前田愛美（現所属：ハイブシックス） - みなもりあすか（旧芸名：水杜明寿香、現所属：レオパード・スティール） - 森本73子（現所属：マウスプロモーション） - 山口絵（現所属：パワー・ライズ） - 山本奏 |